# KV-8
KV-8(러시아어: КВ-8)은 제2차 세계 대전 당시 소련이 운용했던 화염방사전차로, KV-1을 개조해서 만들었다. 

## 개발 역사
기존에는 T-26 전차(OT-26, OT-130, OT-133)를 소화기로 사용했지만, 취약한 예비력으로 전장에서 취약했다.
약칭 "KV"는 소련의 정치가인 클리멘트 보로실로프에서 유래했다.
탱크 장비에 대한 작업은 1941년 11월 첼랴빈스크 트랙터 공장에서 시작되었다. 설계자는 A. K. 말리닌, G. A. 마닐로프, S. V. 페도렌코였다. 그들은 쌍발 기관총의 위치에 있는 KV-1 포탑에 ATO-41 화염방사기를 장착하기로 결정했다. 그러나, 화염방사기 설치는 76.2 mm 포탑을 그대로 유지할 시 설치하는 것이 불가능했다. 이러한 이유로, 개발국은 45 mm 포탑으로 포탑을 교체하고 76.2 mm 포탑을 모방한 거짓 덮개가 있는 얇은 포탑으로 위장하기로 결정했다. 시험은 1941년 12월 29일에 시행되었다. KV-1S가 채택된 덕분에 KV-1S를 탑재한 KV-8S가 탄생했다. KV-8S는 1942년 2월부터 1943년 2월까지 제조되었다. 